# Forças Armadas da Austrália e Nova Zelândia

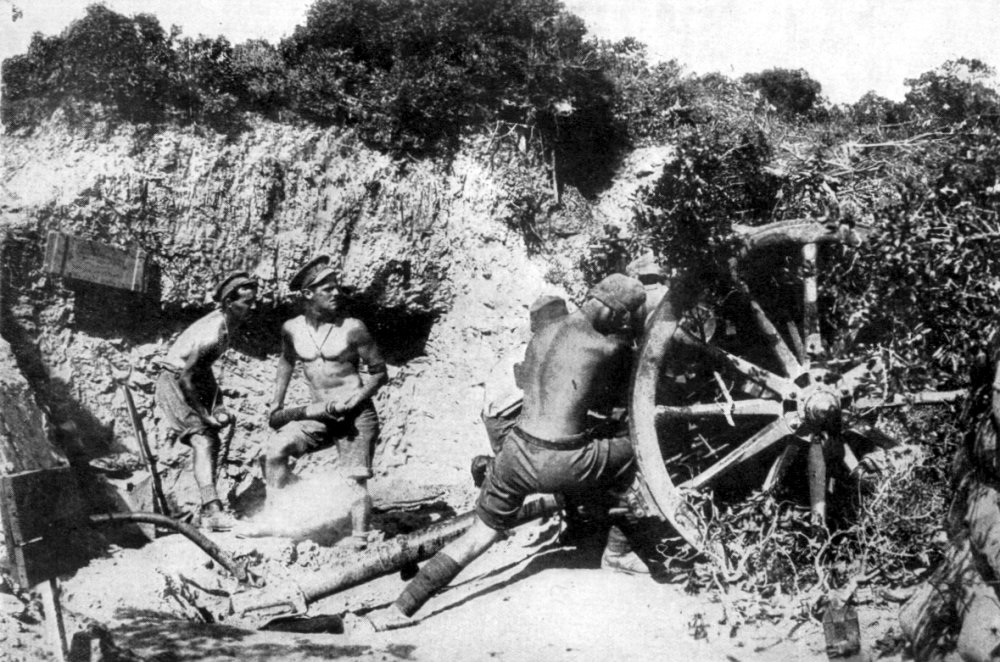
Soldados da ANZAC.

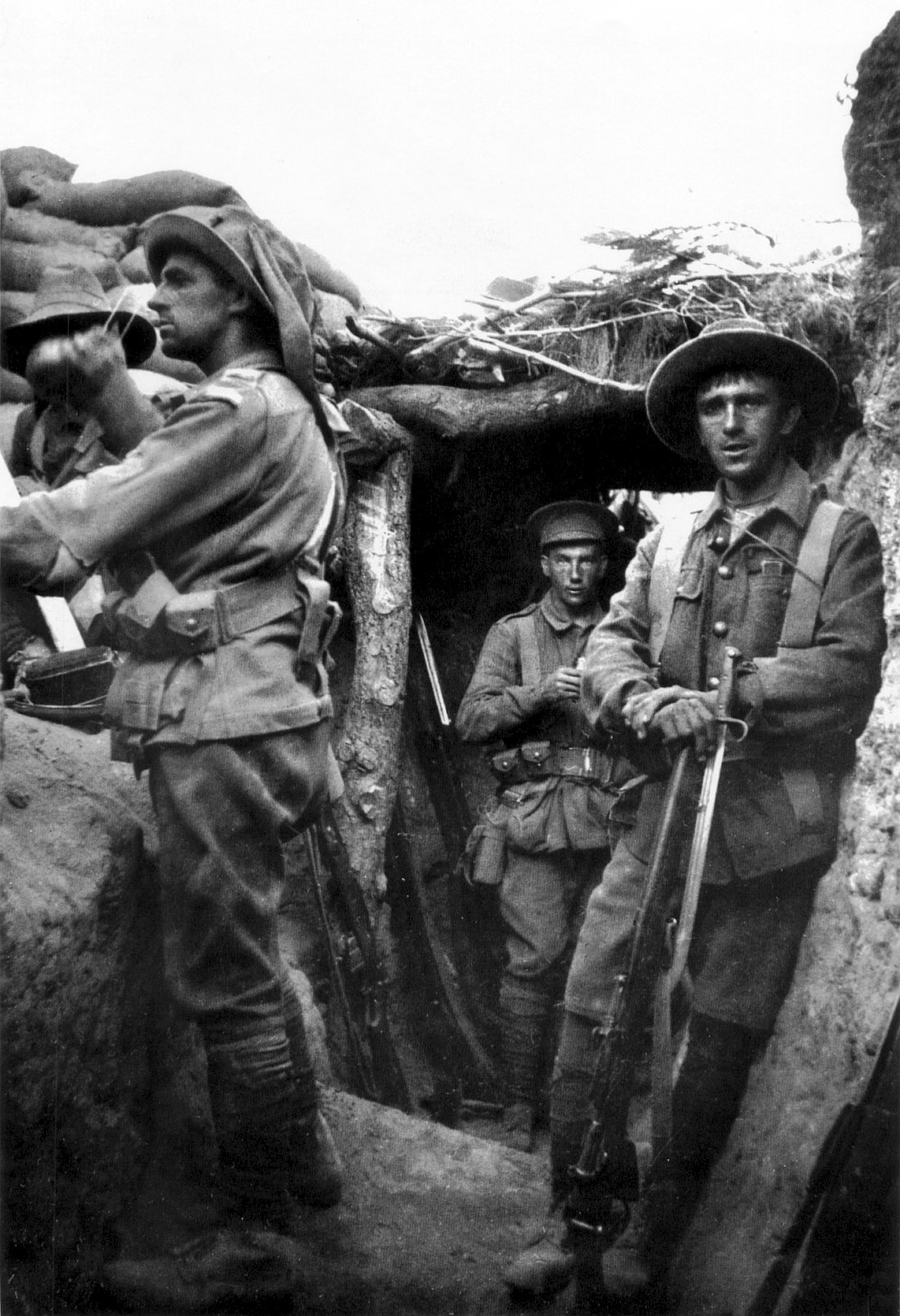
ANZAC.

As Forças Armadas da Austrália e Nova Zelândia (em inglês:  Australia and New Zealand Army Corps, ANZAC) é o exército conjunto da Austrália e Nova Zelândia em tempos de guerra.
Todos os anos, no dia 25 de Abril, ambos os países celebram o "Dia ANZAC", em que ocorrem desfiles militares em todas as grandes cidades e seus cidadãos relembram os esforços dos veteranos de guerra, prestam homenagem àqueles que já faleceram, e mostram admiração pelos militares que hoje estão em serviço.